# Arno Preuninger
Arno Preuninger, (8 november 1959) is een Nederlands voormalig korfballer. Hij werd 4 maal Nederlands kampioen met Fortuna. Zijn zoon, Daan Preuninger is ook speler op het hoogste niveau, in de Korfbal League namens Fortuna.

## Spelerscarrière
Preuninger speelde zijn volledige korfbalcarrière bij Fortuna uit Delft. Zo werd hij in 1977 Nederlands kampioen in de A-jeugd.
In 1980 kreeg Fortuna een nieuwe hoofdcoach voor het 1e team, namelijk Theo van Zee. Onder zijn leiding maakte Preuninger vanaf seizoen 1980-1981 steeds meer minuten en werd basisspeler.
Ook werd in 1980 Hans Heemskerk aangetrokken vanuit Excelsior en samen met andere spelers zoals Alex van den Berg en Aad Reijgersberg had Fortuna een solide ploeg.
In seizoen 1981-1982 deed Fortuna het in de zaalcompetitie erg goed. De ploeg werd uiteindelijk 2e in de Hoofdklasse A met slechts 2 punten verschil met de nummer 1, Deetos.
Het volgende seizoen, 1982-1983 was het wel raak voor Fortuna. In de zaalcompetitie had de ploeg 24 punten verzameld en had zichzelf hiermee geplaatst voor de zaalfinale. In deze zaalfinale, die in Amsterdam werd gespeeld was Deetos de tegenstander. Preuninger begon deze wedstrijd als reserve, maar toen Hans de Lijser zich blesseerde moest Preuninger hem vervangen.
Fortuna won de wedstrijd met 14-10 en was zodoende voor de eerste keer in de clubhistorie Nederlands zaalkampioen.
In hetzelfde seizoen zat de ploeg ook dicht bij de veldtitel. Uiteindelijk werd Fortuna 2e met slechts 1 punt verschil ten opzichte van de nummer 1, ROHDA.
In 1983-1984 zat Fortuna in de zaalcompetitie in de sterke Hoofdklasse B met andere teams zoals ROHDA en PKC. Uiteindelijk bleef Fortuna de concurrent 1 punt voor en verzamelde 24 punten uit 14 wedstrijden. Hierdoor plaatste de ploeg zich voor het 2e jaar op rij voor de zaalfinale. 
In de zaalfinale was het Amsterdamse Allen Weerbaar de tegenstander. In deze finale werd het 12-11 voor Allen Weerbaar, waardoor Fortuna was onttroond als zaalkampioen.
Na 4 seizoenen onder Theo van Zee kreeg Fortuna een nieuwe hoofdcoach, namelijk Wim van Renesse van Duivenbode.
Onder zijn leiding deed Fortuna ook goede zaken. In seizoen 1984-1985 werd Fortuna in de zaalcompetitie 2e en plaatste zich niet voor de finale. Op het veld deed de ploeg het echter beter en werd het met 26 punten uit 18 wedstrijden Nederlands kampioen. Dit was de 1e Nederlandse veldtitel van de club in zijn historie.
In het seizoen erop, 1985-1986 was de eerste horde de Europacup van 1986. Als Nederlands veldkampioen mocht Fortuna aantreden in de laatste veldeditie van dit Europese clubtoernooi. Fortuna versloeg in de poulefase vrij gemakkelijk het Duitse Adler Rauxel en het Britse Crystal Palace. In de finale speelde Fortuna tegen het Belgische AKC. Fortuna begon de wedstrijd goed en kwam voor, maar AKC knokte zich terug en won uiteindelijk met 7-9, waardoor Fortuna genoegen moest nemen met de zilveren medaille.
In de Nederlandse competitie kwam Fortuna weer 1 punt tekort om zich te plaatsen voor de zaalfinale. Op het veld bleek de ploeg echter onverslaanbaar en behaalde 31 punten uit 18 wedstrijden. Hierdoor werd Fortuna voor het 2e jaar op rij Nederlands veldkampioen.
Na 2 seizoenen onder leiding van Wim van Renesse van Duivenbode kreeg Fortuna een nieuwe hoofdcoach, namelijk Jan Preuninger. Hierna braken echter een aantal mindere jaren aan voor de ploeg. Zo werd het in seizoen 1986-198 3e in de zaal en 2e op het veld en in seizoen 1987-1988 was het resultaat nog minder.
In 1988 nam Fortuna het besluit om coach Theo van Zee te herinstalleren als hoofdcoach en had het met de inmiddels aangetrokken Hanneke van Eck een extra international in huis. Zodoende begon Fortuna aan een opmars.
In seizoen 1989-1990 werd Fortuna in de zaal nipt 1e met 19 punten. Zo plaatste het zich voor de zaalfinale, waar tegenstander Deetos bij voorbaar de favoriet was. In de reguliere competitie had Deetos 6 punten meer behaald dan Fortuna en beschikte het over een sterensemble met spelers zoals Hans Leeuwenhoek en Oscar Mulders.
In de zaalfinale bleek Fortuna echter beter om te gaan met de druk, want Fortuna won met 14-12 en was zodoende weer Nederlands zaalkampioen. Preuninger scoorde deze wedstrijd 3 van 14 goals.
In januari 1991 speelde Fortuna de Europacup van 1991. In de poulefase won de ploeg makkelijk van Egara '85 en Vultrix en moest het in de finale opnemen tegen het Belgische Sikopi. In een spannende finale verloor Fortuna nipt met 15-14, waardoor een Europacuptitel ontbreekt op het palmares van Preuninger.
In seizoen 1992-1993 stopte Preuninger vanwege een blessure. Hij was 34 toen hij stopte.
Na dit seizoen stopte ook Hans Heemskerk en Hanneke van Eck waardoor Fortuna in een vrije val terecht kwam.

## Erelijst
- Nederlands kampioen zaalkorfbal, 2x (1983, 1990)
- Nederlands kampioen veldkorfbal, 2x (1985, 1986)

## Oranje
Preuninger speelde 1 officiële wedstrijd namens het Nederlands korfbalteam. Dit was een veldwedstrijd.

## Coachingscarrière
Voor seizoen 1995-1996 kreeg Fortuna een nieuwe hoofdcoach, namelijk Johan Dubbeldam. 
Onder zijn leiding degradeerde Fortuna in 1996 in de veldcompetitie uit de Hoofdklasse, na 19 seizoenen op het hoogste niveau. In de zaalcompetitie bleef de ploeg in de middenmoot hangen. In het seizoen erna, 1996-1997 begon de ploeg niet goed aan het seizoen en kreeg het de stempel "degradatiekandidaat". Nog kort in het seizoen werd Dubbeldam op non-actief gezet en Arno Preuninger werd interim hoofdcoach.
Hij maakte het seizoen af als coach en onder zijn leiding degradeerde Fortuna in de zaal uit de Hoofdklasse, maar zorgde hij ook voor promotie op het veld. 
Zodoende speelde Fortuna in seizoen 1997-1998 op het veld in de Hoofdklasse, maar in de zaal in de Overgangsklasse.
Fortuna sloot het seizoen weer gemixt af ; in de veldcompetitie degradeerde de ploeg voor de 2e keer uit de Hoofdklasse, maar in de zaalcompetitie werd promotie terug naar de Hoofdklasse geboekt.
Na dit seizoen stopte Preuninger als coach. Bram van Geffen werd aangesteld als nieuwe coach.